# Grönlandssäl
Grönlandssäl (Pagophilus groenlandica, tidigare Phoca groenlandica) tillhör familjen öronlösa sälar och lever i Norra Ishavet samt i norra Atlanten.

## Kännetecken
Sälarten är i genomsnitt mellan 150 och 200 cm lång och 120 till 140 kg tung. Hannar är vanligen 10 cm längre och 15 kg tyngre än honor. Hannen har ett svart huvud och på den silvergråa pälsen en stor svart fläck som liknar en hästsko eller en harpa – därför heter djuret på engelska ”Harp Seal”. Fläcken går från skuldran över sidorna till svansen. Honans fläck är bleknad eller delad i små fläckar.

## Utbredning
Arten lever i Norra ishavet vid packisens södra gräns och i norra Atlanten. Utbredningsområdet sträcker sig från Baffinön och Hudson Bay till Kap Tjeljuskin. Vid vandringar når den så långt söderut som Spanien och österut som Danmark.
Det finns tre huvudpopulationer som fortplantar sig i värmare regioner och som vandrar under sommaren norrut till rikare jaktmarker. För den första populationen sker parningen i Saint Lawrenceviken, på Labradorhalvön och Newfoundland; för den andra främst på Jan Mayen och för den tredje i Vita havet.

## Levnadssätt
Grönlandssälar dyker till 280 meters djup (vanligen 150-200 m) och jagar där fiskar, blötdjur och kräftdjur. Individerna stannar vanligen 4 till 13 minuter under vattenytan. De skapar många hål i isflaken där de dyker upp och andas. Hålen är ungefär 90 cm i diameter och används av nästan 40 sälar samtidigt.
Under parningstiden lever grönlandssälar huvudsakligen på isen i närheten av ett hål. Under parningstiden vistas ibland upp till 2 200 individer inom 2 kvadratkilometer. Blir de hotade flyr de snabbt genom hålet. Honan ger kuten di ungefär 12 dagar. Honans mjölk har ungefär 48 % fett. Kuten ökar varje dag med nästan 2 kg i vikt. Ungdjuren (”Whitecoats”) är helt vita och har inga fettskikt under pälsen. Det vita håret leder solskenet direkt till skinnet. Sedan skakar de i hela kroppen för att få värme. Efter de första tolv dagarna förblir ungdjuret under 10 dagar ensam på isen och byter päls. Under denna tid tappar ungen cirka 50 % av sin vikt och bara 70 till 80 % av ungarna överlever sina första veckor. Direkt efter födseln sker nästa parning. Hur honor väljer sina partner är omstritt. Ägget vilar fyra månader och sedan följer en dräktighet som är 8 månader lång.
Grönlandssälen lever upp till 35 år.
Arten kan bära viruset PDV som är dödlig för knubbsälen men grönlandssälen själv påverkas inte.

## Hot
Till artens naturliga fiender räknas främst isbjörnar och späckhuggare men även håkäring (Somniosus microcephalus) och valross.
Fram till 1987 blev ungdjuren av grönlandssälar jagade och dödade med knölpåk. Många hundra tusen djur miste livet och det befarades att populationen skulle dö ut. Efter stora protester från skyddsföreningar kollapsade marknaden för pälsen och Kanada inriktade ett jaktförbud. Trots förbudet blir varje år omkring 400 000 sälar dödade med tillstånd av den kanadensiska regeringen. Det gäller bara djur som redan har utväxlat päls. En del jägare har bytt arbete och är nu guider för turister till sälflockarna.